# Rügen
Rügen (lat. Rugia) je največji otok v Nemčiji. Leži v Baltskem morju in pripada zvezni deželi Mecklenburg - Predpomorjanski. Dolg je 52, širok pa največ 41 km in ima skupno površino 926 km². Skupna dolžina obale je kar 574 km, saj je obala močno členjena, z mnogimi zalivi in dolgimi polotoki.
Rügen skupaj z bližnjim Hiddenseejem in še nekaj manjšimi otoki sestavlja okraj Rügen. Na otoku živi nekaj manj kot 70.000 ljudi, edini naselji z več kot 10.000 prebivalci sta Bergen na Rügnu (14.430) in Sassnitz (10.747). Najbolj poznan je Rügen kot turistična destinacija, predvsem zaradi naravnih znamenitosti.
S celino je Rügen že od leta 1937 povezan s cestnim in železniškim mostom pri Stralsundu, leta 2007 pa je bil odprt novi moderni most. Na vzhodni obali otoka leži pristanišče Sassnitz-Mukran, od koder poteka ena najpomembnejših trajektnih linij med Nemčijo in Švedsko.

## Geografija
Z južne strani Rügen zamejuje Rügenski zaliv (Rügischer Bodden), severni del Greifswaldskega zaliva, v katerem tik pred obalo leži manjši otok Vilm. Na zahodu zaliv omejuje polotok Zudar z najjužnejšo točko otoka (Palmer Ort), na vzhodu pa polotok Mönchgut. 
Na severovzhodu se z glavnino otoka samo preko 2 km široke ožine (Schmale Heide) stika polotok Jasmund. Na Jasmundu leži 161 m n.m. visoki Piekberg, najvišja točka otoka, in Königsstuhl, 118 m visok klif iz krede, najširše prepoznavna turistična znamenitost Rügna. Polotok Jasmund se proti severozahodu preko ožine Schaabe nadaljuje v polotok Wittow, na katerem ležita poznani Rt Arkona in najsevernejša točka otoka in cele Mecklenburg - Predpomorjanske (Gellort). 
Na zahodni obali Rügna je prav tako množica zalivov in polotokov, površje pa je tu nekoliko nižje. Pred obalo ležijo otoki Hiddensee, Ummanz, Öhe, Liebitz in Heuwiese. Preliv med Rügnom in Hiddenseejem se redno umetno poglablja zaradi trajektnega prometa, v nasprotnem primeru bi otoka v nekaj letih zrasla skupaj. Površje v notranjosti otoka je večinoma blago gričevnato in primerno za kmetijstvo. Na mnogih mestih stojijo večji balvani, 22 največjih je zaščitenih kot naravna znamenitost.

## Zgodovina
Najdbe iz plitvega morja ob obalah Rügna dokazujejo poselitev že v kameni dobi. Na nekaterih mestih na otoku so do današnjega dne razpoznavni kamniti spomeniki, grobišča in žrtveni kamni. Ob začetku n.š. je na otoku živelo pleme Rugijcev (Rugier), po katerih je Rügen dobil ime. V 7. stol. je Rügen doseglo zahodnoslovansko pleme Ranov (tudi Rujani), ki je vzpostavilo dokaj močno kneževino na otoku in na celini med rekama Recknitz in Ryck. Delno ohranjene so njihova utrjena središča in templji. Posebej pomemben je bil Svetovidov tempelj pri Rtu Arkona.
Leta 1168 je danski kralj Valdemar I. uničil tempelj in končal obdobje ranske oblasti nad območjem. Ranski knez Jaromar I. je postal danski vazal, prebivalce pa so pokristjanili. Kneževina se je v tem času močno spremenila, ustanovljeni so bili nekateri danski samostani (npr. samostan Eldena leta 1199) in dežela je bila poseljena z nemškimi kolonisti, ki so kmalu izrinili slovanski jezik in kulturo. V celinskem delu so rügenski knezi ustanavljali mesta (Stralsund leta 1234) in trge (Greifswald leta 1241). Mesta so kmalu pridobila na moči in izsilila privilegije nasproti knezu.
1. novembra 1304 je orjaška plima opustošila otok. Domneva se, da je bil šele takrat Rügen ločen od Usedoma.
Po smrti zadnjega rügenskega kneza Vislava III. leta 1325 je prišla kneževina v skladu z leta 1321 sklenjeno pogodbo pod oblast stranske veje pomorjanskih knezov, dokler se leta 1478 ni dokončno združila s Pomorjansko. Po Vestfalskem miru je Rügen prišel pod Švede. V času Napoleona je otok pripadal Francoskemu cesarstvu (1807-1813), kasneje pa prišel pod Prusijo (1815).
V času nacionalsocializma je organizacija Kraft durch Freude izdelala načrte za letovišče Prora, ki naj bi stalo na vzhodni obali pri Binzu in naenkrat sprejelo 20.000 dopustnikov. Zaradi vojne projekt ni bil končan, po njej pa sta objekt uporabljali sovjetska in vzhodnonemška vojska. Danes je večinoma opuščen.
- Binz
- Nationalpark Jasmund

## Turizem
Rügen je eno izmed turistično najbolj razvitih delov Nemčije, ustvari četrtino vseh turističnih nočitev v deželi Mecklenburg - Predpomorjanski. Visoka sezona je od junija do avgusta, ko je mogoč kopalni turizem. Najbolj znana letovišča so Binz, Sellin in Göhren. Poleg morske obale turiste privlačijo tudi druge znamenitosti, npr. Rt Arkona, klifi iz krede (Königsstuhl), lovski dvorec Granitz.
Velik del polotoka Jasmund je zaščiten kot narodni park (Nationalpark Jasmund), predvsem zaradi ohranjenih bukovih gozov in klifov iz krede. Deli zahodne obale otoka in morje pred njim spadajo v drug narodni park (Nationalpark Vorpommersche Boddenlandschaft), katerega poglavitni del sestavljajo zahodneje ležeča območja.
Otok je prepreden s kolesarskimi potmi.